# Ctenophryne aterrima
Ctenophryne aterrima es una especie  de anfibio anuro de la familia Microhylidae. Se encuentra en Colombia, Costa Rica, Ecuador y Panamá.